# Grand Café
Grand Café este un film românesc din 2010 regizat de Bogdan Mihăilescu.